# Demonax lineola
Demonax lineola là một loài bọ cánh cứng trong họ Cerambycidae.